# Pierre Bost
Pierre Bost, född 5 september 1901, död 6 december 1975, var en fransk författare.
Bost studerade i Paris och tog starka intryck bland annat av sin lärare, den radikale kritikern Alain och romanförfattaren Marcel Proust. Han debuterade 1923 med komedin L'imbécile som uppfördes på teatern Vieux-Colombier, och utgav 1924 en samling noveller, på en gång ironiska och känslofulla, Hercule et mademoiselle. 
Bost skrev romaner, för vilka han hämtade motiv ur samtida liv. Han uppträdde som psykolog och tidskritiker, bland annat i Crise de croissance (1927), A la porte (1927) som innehöll en essä där Bost redogjorde för sina estetiska åsikter, Faillite (1928). Le scandale (1931, svensk översättning "Förförelsen" 1932) är Bosts främsta verk som i berättelsen om två landsortsynglingars upplevelser i akademiska, litterära och finansiella Paris ger en åskådlig människoskildring och energisk tidskritik. Porte-malheur (1932) en brottmålshistoria i parisisk proletärmiljö, Faux numéros (1933) och Un grand personnage (1935). 
Under slutet av 1930-talet var Bost föga produktiv. Han var krigsfånge i Tyskland 1940–1941 och förde under denna tid dagbok, utgiven under titeln Un an dans un tiroir (1945). La hauete fourche (1945) utgavs av Les Éditions de Minuit. Monsieur Ladmiral va bientôt mourir (1945) var en längre novell, stramt utförd med dyster livsbelysning.
Bost skrev manus bland annat till filmerna Förbjuden lek och Djävulen i kroppen.